# Cardrona (Nueva Zelanda)
Cardrona es una localidad de la Región de Otago al sureste de la Isla Sur de Nueva Zelanda, a los pies del monte Cardrona. Se creó en la década de 1860 por la fiebre del oro.
Cardrona formó parte del Copa del Mundo de Esquí Acrobático de 2018.